# Volo Air Canada 143
Il volo Air Canada 143 è stato un volo di linea della compagnia aerea canadese Air Canada in servizio tra Montréal ed Edmonton. Il 23 luglio 1983 l'aeromobile che effettuava il volo, un nuovissimo Boeing 767, effettuò un atterraggio di emergenza in quanto il combustibile terminò inaspettatamente intorno alla metà del tragitto, a circa 11 km di altitudine (35000 piedi), a seguito di un errore nel precedente rifornimento, effettuato inconsapevolmente in enorme difetto a causa della strumentazione fuori uso e della mancata comprensione ed applicazione dei cambiamenti che erano da poco stati operati nelle unità di misura utilizzate dal computer di bordo.
L'equipaggio, ritrovatosi repentinamente con tutti i motori inutilizzabili, riuscì a far planare il velivolo in discesa per più di 100 km (alla velocità di circa 410 km/h) in una sorta di volo a vela, fino al Gimli Industrial Park Airport (una base militare dismessa a Gimli, nella provincia di Manitoba), dove toccò terra in modo quasi perfetto, circa 17 minuti dopo lo spegnimento dei motori, senza subire vittime o feriti.
L'aereo che effettuava il volo, riparato a seguito dei pochi danni riscontrati, tornò operativo e divenne in seguito noto con il soprannome di Gimli Glider ("l'aliante di Gimli").

## L'aereo
L'aereo era un Boeing 767-233, numero di costruzione 47, immatricolato C-GAUN, numero di flotta 604, dell'Air Canada, che era stato immatricolato nel 1983 stesso, quindi era un velivolo nuovo di zecca per la compagnia. Quel giorno aveva a bordo 61 passeggeri, 2 piloti e 6 assistenti di volo.
A seguito dell'incidente fu riparato e tornò in servizio, restandovi fino al 2008, quando fu messo fuori servizio e demolito presso il centro di smantellamento velivoli di Mojave.

## L'errore nel rifornimento
Un Boeing 767 normalmente è rifornito usando un dispositivo automatico, il processore del sistema d'informazione della quantità di combustibile, in inglese Fuel Quantity Information System Processor (FQIS), che comanda tutte le pompe interne e informa il pilota sullo stato del carico di combustibile.
Nel caso del volo 143, al momento del rifornimento il FQIS non era in utilizzo poiché non funzionava correttamente; più tardi si scoprì che il malfunzionamento era causato da una saldatura imperfetta. Il controllo della quantità di combustibile imbarcata, di conseguenza, fu effettuato manualmente tramite uno strumento detto dripstick, che misura il volume del liquido caricato nei serbatoi.
Venne rilevato che a bordo vi erano già 7.682 litri di carburante, mentre per il volo sarebbero servite in totale 49.200 libbre.
L'errore si verificò nell'inserire il valore ottenuto dal dripstick nel computer di bordo: tutti i calcoli per determinare il combustibile necessario venivano abitualmente fatti in unità di peso e non di volume, quindi, per confrontare la quantità richiesta con la quantità presente, era necessaria una conversione fra le due grandezze.
A complicare ulteriormente la situazione, l'aereo in questione era il primo 767 dell'Air Canada sul quale la massa di combustibile veniva misurata dal computer di bordo in chilogrammi, mentre tutti gli altri aerei e i manuali della compagnia usavano le libbre.
A causa di questa recente variazione nelle unità di misura, da libbre a chilogrammi, vennero commessi errori nel calcolo del carburante necessario aggiuntivo, con il risultato finale che il volo partì con 22300 libbre invece che 49200, in quanto il risultato di 22300 ottenuto dai calcoli era stato interpretato come 22300 kg.
Peraltro, prima ancora di ritenere erroneamente di aver imbarcato la quantità di combustibile opportuna per il volo, durante la fase dei calcoli di conteggio della quantità di combustibile presente, sia i piloti che gli addetti al rifornimento dovettero ripetere più volte le misurazioni e i calcoli prima di ottenere un risultato concorde; questa serie di difficoltà nell'ovviare all'indisponibilità del FQIS venne probabilmente a crearsi a causa del fatto che, fino a poco tempo prima, nella cabina degli aerei c'erano 3 persone anziché solo 2, e tra i ruoli del terzo operatore vi era anche proprio quello di occuparsi delle questioni relative ai rifornimenti e ai fabbisogni di combustibile per le varie tratte.
Il volo 143 coprì poi il breve tragitto tra Montreal e Ottawa, dove, prima di ripartire verso Edmonton, il combustibile fu nuovamente misurato, ma vennero commessi nuovamente gli stessi errori nella conversione volume/peso e la mancanza della quantità di carburante necessaria non venne rilevata.

## L'esaurimento del combustibile

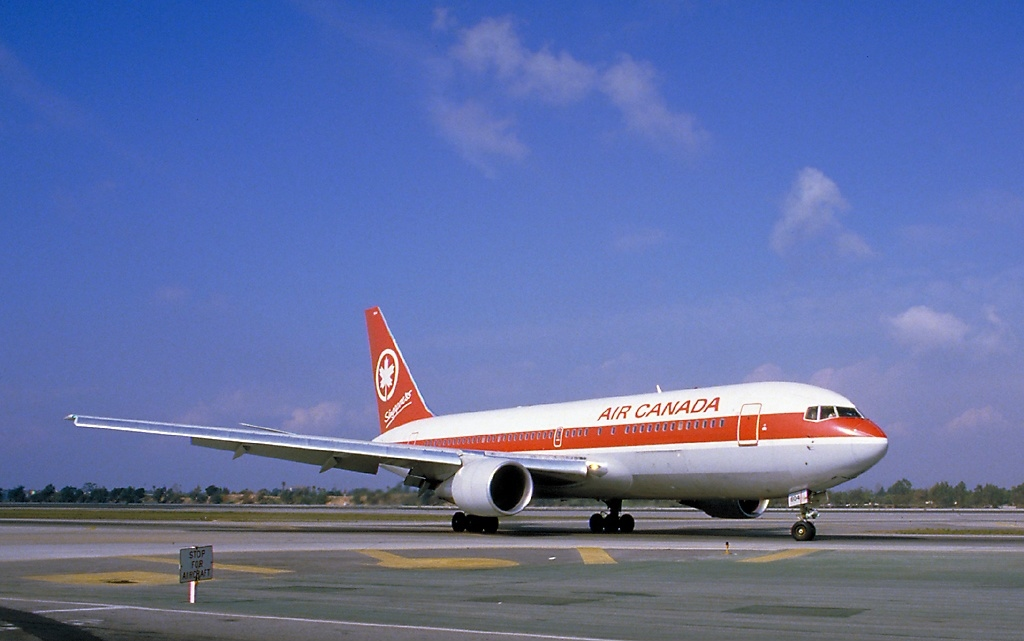
Il velivolo nel 1985, due anni dopo l'incidente

Il 767 si trovava in crociera a 41000 piedi (12 497 m) di quota sopra il Red Lake, in Ontario, quando la strumentazione di bordo segnalò un calo nella pressione del combustibile. Il comandante Robert Pearson e il primo ufficiale Maurice Quintal, increduli, inizialmente pensarono a un problema in una pompa del combustibile e la disinserirono, sapendo che, essendo i serbatoi posti sopra i motori, il carburante sarebbe comunque disceso per gravità, senza bisogno di essere pompato. Il computer di bordo, basandosi sui dati inseriti alla partenza, continuava a indicare che c'era combustibile in abbondanza. Quando, pochi secondi dopo, l'allarme di bassa pressione suonò una seconda volta, i piloti decisero, per sicurezza, di atterrare al più vicino aeroporto, quello di Winnipeg. Nel giro di pochi secondi il motore sinistro si spense e i piloti cominciarono a prepararsi per un atterraggio con un solo motore.
Mentre tentavano di riaccendere il motore e di richiedere ai controllori di Winnipeg l'autorizzazione per eseguire un atterraggio d'emergenza, venne emesso l'allarme che segnalava che tutti i motori si erano spenti. Nessuno dei piloti aveva mai visto quel particolare allarme: un tale evento non era mai stato simulato durante l'addestramento.
Il problema non fu limitato alla perdita della spinta: con i motori spenti si disattivarono anche i generatori elettrici, dando luogo ad un black-out (che non interessò solamente alcuni dispositivi a basso assorbimento, alimentati dalle batterie di emergenza); inoltre i generatori dei motori si occupavano anche di alimentare le pompe che forniscono la pressione al sistema idraulico, senza la quale, su tutti gli aerei di linea, non è possibile governare le superfici di comando (alettoni, ecc.).
Per ottenere una fornitura elettrica di emergenza più consistente di quella delle batterie, che consenta di mantenere la pressione idraulica e mantenere il controllo del velivolo, il Boeing 767, come tutti i moderni aerei di linea, è dotato di un generatore di emergenza azionato dalla RAT, una turbina che esce automaticamente dalla fusoliera e sfrutta il vento intorno all'aereo per ruotare; grazie alla RAT l'equipaggio poté quindi controllare la discesa dell'aereo per effettuare un atterraggio di emergenza.
Tutta la strumentazione elettronica principale dell'aereo smise però di funzionare, e da quel momento i piloti poterono fare affidamento unicamente sulla strumentazione meccanica di riserva, che comprende un numero ridotto di strumenti. Tra questi non era compreso il variometro, che indica la velocità di discesa o salita dell'aereo, e senza questo strumento era praticamente impossibile tenere sotto controllo la planata.

## L'atterraggio a Gimli
I piloti aprirono immediatamente la guida d'emergenza per cercarvi delle istruzioni per il volo in caso di avaria a entrambi i motori, ma poterono solamente constatare che non era presente alcun tipo di indicazione in merito. La fortuna volle che il comandante Pearson fosse, nel tempo libero, un esperto pilota di alianti, e le sue conoscenze in merito lo portarono a far planare l'aereo mantenendo una velocità di 220 nodi (407 km/h); in mancanza di un riferimento preciso, era la migliore stima della velocità ottimale che si potesse fare. Nel frattempo il copilota Quintal tentò di calcolare se fosse possibile raggiungere Winnipeg, usando l'altitudine indicata dall'altimetro di riserva, mentre la distanza percorsa gli veniva comunicata via radio dai controllori di Winnipeg, che la calcolavano in base alle indicazioni del radar (utilizzando anch'essi un sistema di emergenza, in quanto il transponder, dispositivo che consente l'individuazione dei velivoli sui radar moderni, non era alimentato dai sistemi di emergenza, quindi l'aereo non compariva più sul loro radar principale). Dato che l'aereo aveva perso 5000 piedi in 10 miglia nautiche (1,5 km in 19 km), si riscontrò che manteneva un rapporto di discesa in planata di circa 12:1; sia Pearson sia i controllori giunsero alla conclusione che il volo 143 non ce l'avrebbe fatta nemmeno a raggiungere Winnipeg.
A questo punto si rese necessario trovare un altro luogo dove effettuare l'atterraggio di emergenza, e Quintal si ricordò della vicina base militare abbandonata di Gimli, dove aveva prestato servizio quando era nella RCAF. Conoscendo bene tale aeroporto, Quintal decise di tentare di far atterrare lì il 767. Quello che Quintal non sapeva era che, dopo il suo servizio, Gimli era stato trasformato da base militare ad aeroporto pubblico ed era usato da un club di volo e da paracadutisti, che una delle piste era stata dismessa e veniva usata per corse automobilistiche e che proprio quel giorno l'area era coperta di auto e camper per il Family Day e sulla vecchia pista si stavano tenendo gare di dragster. Quando i piloti si accorsero di tale situazione, qualsiasi alternativa era in ogni caso preclusa.
Durante l'avvicinamento, Pearson azionò il comando di abbassamento dei carrelli, ma senza successo: il generatore di pressione idraulica di emergenza era insufficiente per questo tipo di operazione. Fu allora attuata la procedura di estensione di emergenza, che prevede che i carrelli si estendano naturalmente per gravità sfruttando la forza del vento, ma così facendo solo i due carrelli posteriori posteriori risultarono estesi e bloccati, mentre quello anteriore non riuscì a scendere correttamente e non si bloccò. L'aereo stava riducendo la velocità, e questo limitava l'efficacia della turbina RAT, che forniva meno energia elettrica alle pompe del sistema idraulico e rendeva sempre più difficoltoso manovrare il mezzo.
Man mano che si avvicinavano alla pista, i piloti si accorsero a vista di essere troppo alti, così Pearson decise di tentare una manovra conosciuta come "scivolata d'ala" (forward slip) per ridurre rapidamente l'altitudine e la velocità. La scivolata d'ala consiste nell'applicazione agli alettoni e ai timoni di direzione di comandi opposti tra di loro, in modo tale che l'aereo si ponga inclinato lateralmente e di traverso alla direzione di avanzamento, e questo produce una violenta riduzione della velocità ed una brusca riduzione di quota, pur rischiando gravemente lo stallo. Tale azione è spesso impiegata sugli alianti e sugli aerei più piccoli, ma non era mai stata tentata su un aereo di linea. La manovra ebbe successo, grazie esclusivamente all'abilità di Pearson nel pilotaggio di alianti, del tutto estranea alla sua preparazione come pilota di aerei di linea. A pochi metri da terra il normale assetto allineato fu ripristinato.
Non appena le ruote toccarono la pista, Pearson azionò con forza i freni e due pneumatici esplosero. Il carrello anteriore, non bloccato, cedette, quindi l'aereo proseguì strisciando con il muso contro il suolo e travolse anche una recinzione provvisoria che era stata messa in mezzo alla pista, ma nessuna persona rimase coinvolta. Alla fine il 767 riuscì a fermarsi, a sessanta metri dalla fine della pista, sostanzialmente intatto, tra gli applausi dei passeggeri entusiasti di essere ancora vivi e perfettamente incolumi: nessuno di essi si ferì durante l'atterraggio.
Il guasto che causò la non corretta estensione del carrello anteriore si rivelò alla fine una condizione favorevole, in quanto causò l'avanzamento al suolo a muso abbassato, che incrementò l'attrito con l'aria e con il terreno e, se da un lato produsse un principio d'incendio per l'abrasione delle lamiere col suolo, dall'altro permise al velivolo di arrestarsi molto più velocemente, a poche decine di metri dal campeggio e dal parcheggio degli spettatori e dei mezzi tecnici di supporto delle gare di dragster, che erano dotati di estintori, immediatamente usati per estinguere il principio di incendio al muso dell'aereo. Se il carrello si fosse abbassato regolarmente si sarebbe dovuta eseguire una frenata regolare senza l'assistenza dell'impianto idraulico, che sarebbe stata notevolmente più lunga, quindi il parco con gli automezzi parcheggiati e gli spettatori accampati presso gli automezzi stessi sarebbero quasi sicuramente stati travolti in pieno dal velivolo lanciato a tutta velocità.
Mentre gli spettatori della gara di dragster spegnevano il piccolo incendio nella parte anteriore per lo sfregamento del muso del velivolo a terra, gli occupanti vennero evacuati tramite gli appositi scivoli. Alcuni dei passeggeri scesi dallo scivolo d'emergenza vicino al cono di coda riportarono qualche contusione o abrasione, dovute al fatto che, mentre il muso dell'aereo era appoggiato al suolo, quindi gli scivoli anteriori erano praticamente inutili, la coda era sollevata di alcuni metri, quindi lo scivolo posteriore era posizionato con una pendenza eccessiva e non toccava terra correttamente. I contusi furono immediatamente controllati da un medico presente sul posto al seguito della manifestazione sportiva.

## Epilogo
I meccanici ripararono i pochi danni e l'aereo rifornito di carburante lasciò Gimli due giorni dopo. Nel giro di qualche settimana fu revisionato e ritornò in servizio.
Come avviene spesso in questi casi, l'incidente fu riprodotto in un simulatore di volo per valutare le reazioni dell'equipaggio e studiare eventuali soluzioni alternative. I piloti che si cimentarono nella simulazione furono diversi, ma nessuno fu in grado di evitare lo schianto al suolo durante l'atterraggio.
Dopo le indagini, fu pubblicato il final report riguardante l'incidente.
Dalla vicenda è stato tratto un libro: Freefall: From 41,000 Feet to Zero - a True Story di William e Marilyn Hoffer (1989).

## Gli eventi successivi
I meccanici inviati dall'aeroporto di Winnipeg in furgone per la riparazione e il ripristino dell'aereo atterrato, per ironia della sorte, trascurarono il rifornimento di carburante del furgone stesso, rimanendo senza carburante lungo la strada; dovettero attendere fino a quando fu mandato da Winnipeg un secondo furgone ad assisterli.
Il 15 agosto 2006 il Gimli Glider era impegnato nel volo 1171 quando riportò lo spegnimento in volo di un motore; l'aereo fece quindi atterraggio d'emergenza con un solo motore all'aeroporto internazionale di Winnipeg, senza alcuna conseguenza per le 153 persone a bordo. 
Dopo quasi 25 anni di servizio, C-GAUN ha effettuato il suo ultimo volo di linea il 1º gennaio 2008. Il 24 gennaio 2008, il Gimli Glider ha intrapreso il suo ultimo viaggio, il volo Air Canada 7067, da Montreal Trudeau all'aeroporto internazionale di Tucson, prima di volare verso il suo ritiro nel deserto del Mojave in California. Il volo 7067 era capitanato da Jean-Marc Bélanger, un ex capo dell'Air Canada Pilots Association, mentre i capitani Robert Pearson e Maurice Quintal erano a bordo per supervisionare il volo da Montreal allo spazioporto di Mojave in California. A bordo c'erano anche tre dei sei assistenti di volo che erano sul volo 143.
Il 23 luglio 2008, il 25º anniversario dell'incidente, i piloti Pearson e Quintal sono stati celebrati in una parata a Gimli ed è stato dedicato un murale per commemorare l'atterraggio.
Nell'aprile 2013, il Gimli Glider è stato messo in vendita all'asta da una società chiamata Collectable Cars, con un prezzo stimato di 2,75-3 milioni di dollari canadesi. Tuttavia, l'offerta ha raggiunto solo CA $ 425.000 e il lotto è rimasto invenduto. Secondo un sito web dedicato al salvataggio dell'aereo, il Gimli Glider è stato demolito all'inizio del 2014. Parti della pelle della fusoliera in metallo sono state trasformate in 10.000 etichette per il bagaglio numerate in sequenza e, a partire dal 2015, sono state offerte in vendita da una società californiana, MotoArt, con il nome di "PLANETAGS".
Nel giugno 2017 è stata aperta a Gimli una mostra museale permanente sull'evento. La mostra include un simulatore di volo mock-up della cabina di pilotaggio e, a partire da luglio 2017, ha venduto cimeli dell'evento.

## Il volo Air Canada 143 nei media
- L'incidente del volo 143 della Air Canada è stato analizzato nella puntata Volo miracoloso della quinta stagione del documentario Indagini ad alta quota trasmesso dal National Geographic Channel.
- Nel 1995 fu prodotto anche un film-tv, intitolato Volo 174: caduta libera, in cui la vicenda è stata romanzata e alcuni dettagli cambiati, come il nome della compagnia aerea, il tipo di aereo e il numero di volo. Il vero comandante Robert Pearson ebbe un piccolo ruolo nel film, apparendo nella scena iniziale nei panni dell'esaminatore ad un simulatore di volo: due piloti usciti da una simulazione lamentano l'impossibilità di poter far atterrare il velivolo nelle condizioni problematiche che si erano presentate (esattamente le stesse dell'incidente Air Canada 143), dicendo: "Era una situazione assurda, che incubo era questo?", e il comandante risponde: "Questo non era un incubo, è successo davvero!"

## Incidenti simili
Un incidente molto simile accadde nel 2001 ad un altro aereo di una compagnia canadese, il volo Air Transat 236, che terminò con un atterraggio d'emergenza senza combustibile all'aeroporto di Lajes, nelle Azzorre, dopo che era rimasto con i serbatoi vuoti a causa di una perdita in uno dei motori, non rilevata dal personale. Anche il volo Hapag-Lloyd 3378 si concluse con una planata a motori spenti.
Il 6 agosto 2005, in Italia, il volo Tuninter 1153 finì in mare al largo di Palermo, causando la morte di 16 persone, dopo che non era stato imbarcato carburante a sufficienza perché sul velivolo era stato installato il segnalatore del livello di carburante di un ATR 42, velivolo che può contenere una quantità di carburante inferiore rispetto all'ATR 72 usato per il volo; ciò era stato possibile in quanto gli indicatori del combustibile dei due aerei, pur non essendo ovviamente intercambiabili dal punto di vista funzionale, sono visivamente identici e si installano nella stessa maniera. L'equipaggio quindi credette di avere una condizione di riempimento dei serbatoi superiore a quella reale, tale da permettere di arrivare in Tunisia senza problemi. Dopo lo spegnimento dei motori, le condizioni di volo avrebbero comunque permesso in teoria l'arrivo a Palermo a motori spenti, ma sia i piloti che il personale tecnico commisero degli errori che sfociarono in un catastrofico ammaraggio.